# Kaempferia elegans
Kaempferia elegans är en enhjärtbladig växtart som först beskrevs av Nathaniel Wallich, och fick sitt nu gällande namn av John Gilbert Baker. Kaempferia elegans ingår i släktet Kaempferia och familjen Zingiberaceae. Inga underarter finns listade i Catalogue of Life.

## Bildgalleri

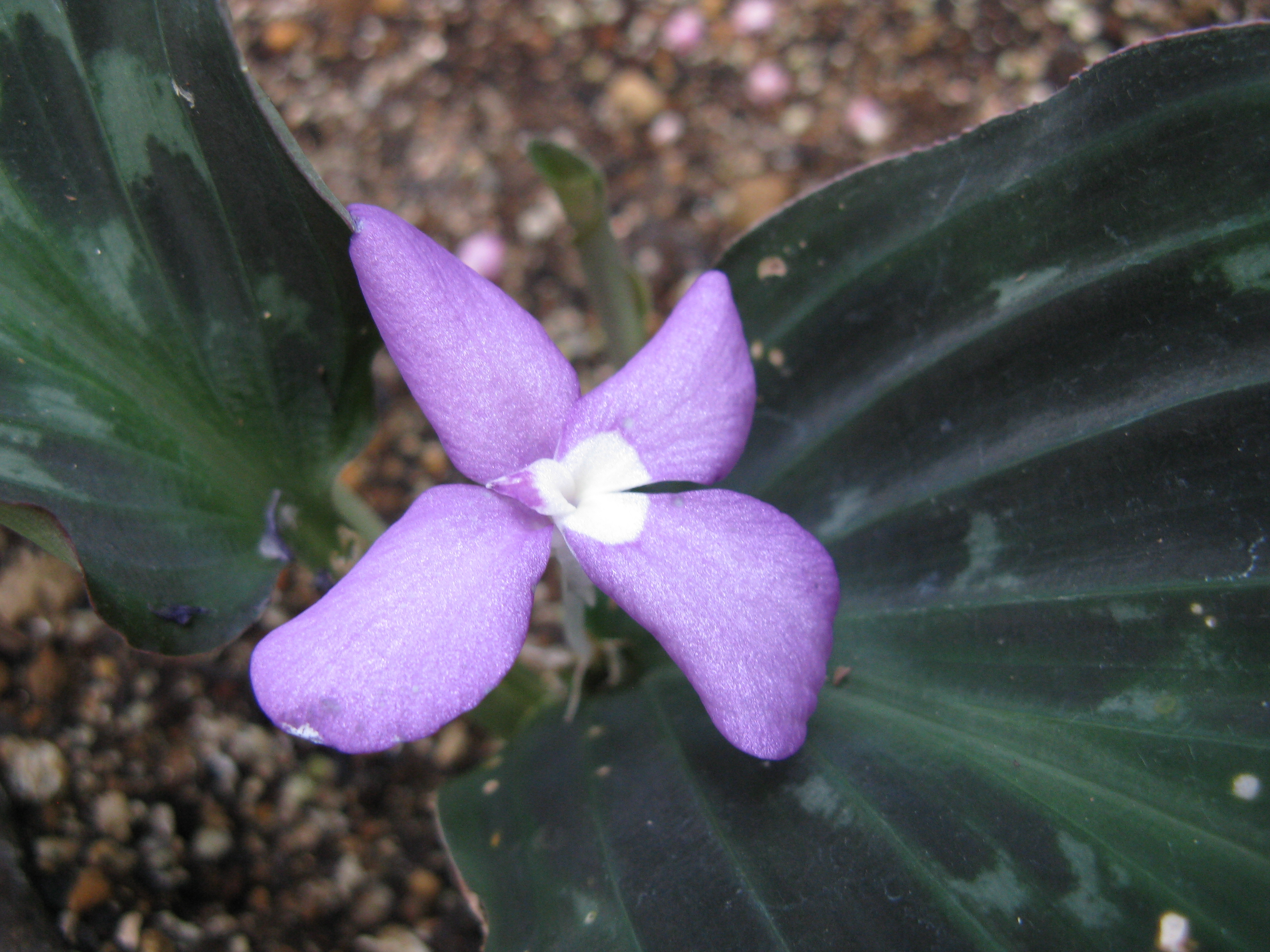
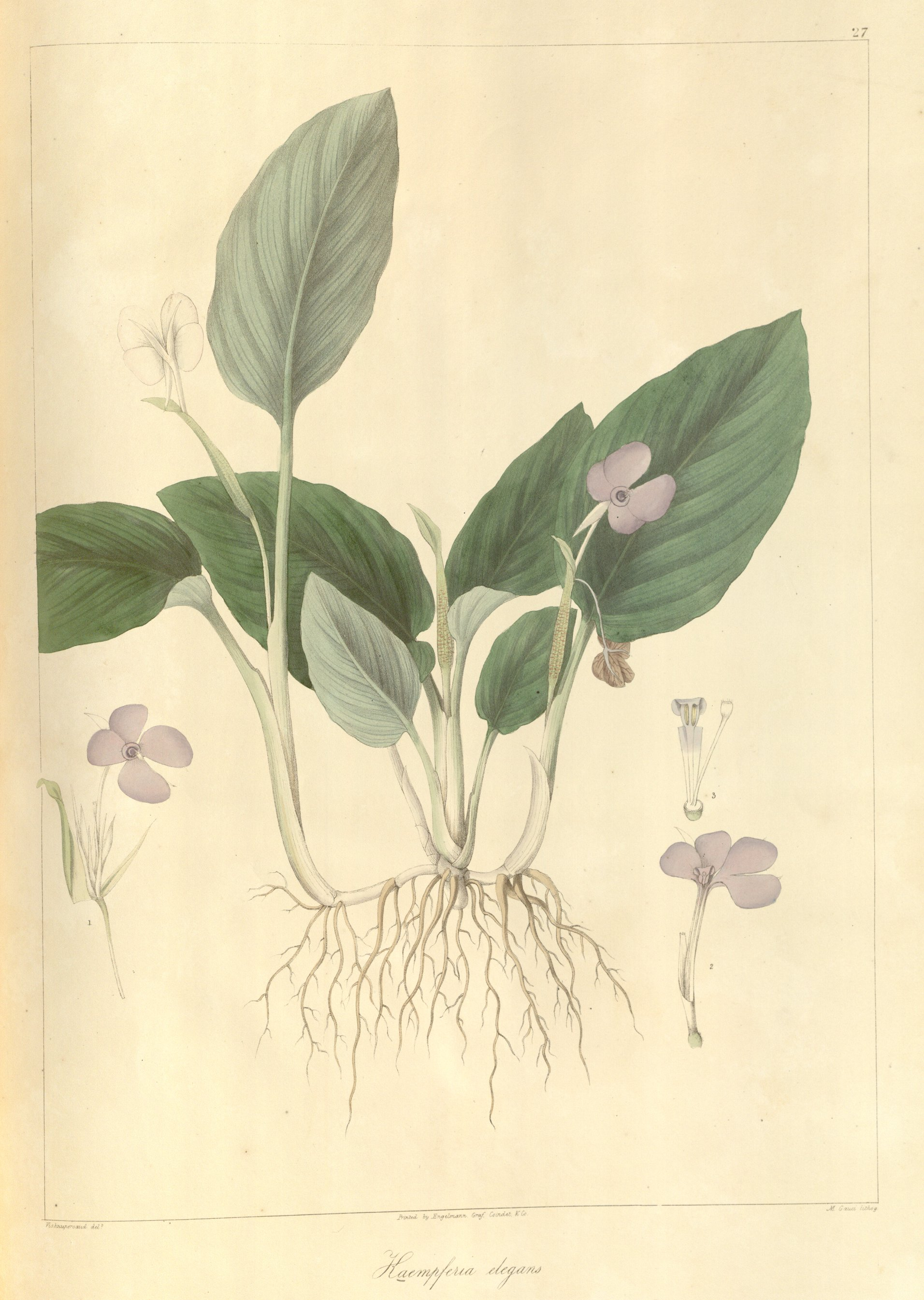